# 747
Évszázadok: 7. század – 8. század – 9. század
Évtizedek: 690-es évek – 700-as évek – 710-es évek – 720-as évek – 730-as évek – 740-es évek – 750-es évek – 760-as évek – 770-es évek – 780-as évek – 790-es évek
Évek: 742 – 743 – 744 – 745 –  746 – 747 – 748 – 749 – 750 – 751 – 752

## Események

### Európa
- Karlmann frank majordomus lemond minden tisztségéről és szerzetesként visszavonul. Rómában maga Zakariás pápa vágja fejére a tonzúrát és azután előbb a római Monte Sorrate kolostorában, majd Monte Cassino apátságában szenteli hátralevő éveit a vallásnak. Az általa kormányzott országrészt, Austrasiát fivére, Kis Pippin veszi át, aki ezáltal az egész Frank Birodalom urává válik.
- Karlmann és Pippin kolostorba zárt féltestvére, Grifo megszökik és rokonához, Odilo bajor herceghez menekül.

### Omajjád Kalifátus
- II. Marván kalifa hadvezére, Jazíd ibn Omar ibn Hubajra elfoglalja Kúfát és ezzel az Ommajádok visszaszerzik az ellenőrzést a háridzsita felkelők által elfoglalt Irakban.
- A magát kalifának kikiáltó jemeni Tálib ibn Hakk bevonul Szanaába, hívei pedig elfoglalják Mekkát és Medinát.
- A felkelések dúlta Horászánban a befolyásos Abbászida arab klán képviselője, Abú Muszlim nyíltan fellázad az omajjád kalifa ellen. Legyőzi a tartomány kormányzóját, Naszr ibn Szajjart és a szintén lázadó háridzsita Sajban al-Háridzsit, majd elfoglalva a székhelyet, Mervet, átveszi az uralmat Horászánban. Ezzel elkezdődik a Omajjádok bukásához vezető abbászida felkelés.

### Közép-Ázsia
- A koreai származású kínai hadvezér, Kao Hszien-csi betör a mai Északkelet-Pakisztánba és elfoglalja tibeti vazallus Kis Bolü városállamot, számos helyi fejedelmet pedig meghódoltat. Ezzel a Tang-dinasztia megpróbálja kiterjeszteni befolyását az eddig arabok és tibetiek által kontrollált Észak-Pakisztánban és Észak-Afganisztánban.

## Születések
- Anianei Szent Benedek, bencés szerzetes

## Halálozások
- Wihtberht, angolszász hittérítő

## Fordítás
- Ez a szócikk részben vagy egészben  a(z)   747 című angol Wikipédia-szócikk ezen változatának fordításán alapul.  Az eredeti cikk szerkesztőit annak laptörténete sorolja fel. Ez a jelzés csupán a megfogalmazás eredetét és a szerzői jogokat jelzi, nem szolgál a cikkben szereplő információk forrásmegjelöléseként.